# ماريو + رابيدز كينغدوم باتل
ماريو + رابيدز كينغدوم باتل (بالإنجليزية: Mario + Rabbids Kingdom Battle)‏، هي لعبة فيديو فرنسية إيطالية، صدرت اللعبة يوم 29 أغسطس 2017م وهي من شركة النشر الفرنسية يوبي سوفت، وتعمل لنظام التشغيل الحصري نينتندو سويتش.